# Старомалиновское сельское поселение
Старомалиновское се́льское поселе́ние — муниципальное образование в Нижнеомском районе Омской области Российской Федерации.
Административный центр — село Старомалиновка.

## История
Статус и границы сельского поселения установлены Законом Омской области от 30 июля 2004 года № 548-ОЗ «О границах и статусе муниципальных образований Омской области».

## Население
| 2010  | 2011  | 2012  | 2013  | 2014  | 2015  | 2016  |
| ----- | ----- | ----- | ----- | ----- | ----- | ----- |
| 1375  | ↘1370 | ↘1346 | ↘1316 | ↘1312 | ↘1283 | ↘1235 |
| 2017  | 2018  | 2019  | 2020  | 2021  | 2023  |       |
| ↘1222 | ↘1208 | ↘1184 | ↘1143 | ↘979  | ↘953  |       |

Гендерный состав
По данным Всероссийской переписи населения 2010 года в гендерной структуре населения из 1375 человек мужчин — 659, женщин — 716	(47,9 и 52,1 % соответственно)

### Национальный состав
Согласно результатам переписи 2002 года, в национальной структуре населения русские составляли большинство населения каждом из 7 населённых пунктов.

## Состав сельского поселения
| № | Населённый пункт | Тип населённого пункта       | Население |
| - | ---------------- | ---------------------------- | --------- |
| 1 | Бещаул           | деревня                      | ↘64       |
| 2 | Борисовка        | деревня                      | ↘53       |
| 3 | Николаевка       | деревня                      | ↘92       |
| 4 | Новомалиновка    | деревня                      | 54        |
| 5 | Пустынное        | деревня                      | ↘153      |
| 6 | Старомалиновка   | село, административный центр | ↗817      |
| 7 | Хутора           | деревня                      | ↘142      |